# 喬治亞號戰艦
喬治亞號戰艦（舷號BB-15）是一艘隸屬於美國海軍的戰艦，為維珍尼亞級戰艦的三號艦。她是美軍第一艘以喬治亞州為名的軍艦。
喬治亞號在1901年於緬因州巴斯鋼鐵廠開始建造，並在1904年下水，最終在1906年服役。稍後喬治亞號參與美國大白艦隊（Great White Fleet）的環球航行，並支援美國在坦皮科事件後入侵韋拉克魯斯。美國參與第一次世界大戰後，喬治亞號主要用作訓練艦及護航艦，並在停戰後接載美軍返國。1920年喬治亞號退役，並在1923年按照華盛頓海軍條約出售拆解。